# Instituto Nacional de Fitness y Deportes en Kanoya
El Instituto Nacional de Fitness y Deportes en Kanoya (鹿屋 体育 大学 Kanoya Taiiku Daigaku?) es una universidad nacional ubicada en Kanoya, Kagoshima, Japón, fundada en 1981.
Es la única universidad nacional de educación física en Japón.
Cuatro exalumnos participaron en los eventos de natación y voleibol en las Juegos Olímpicos de Pekín 2008, incluyendo los Juegos Olímpicos de Atenas 2004, incluyendo al medallista olímpico de oro Ai Shibata.
Cuatro alumnos también participaron en natación y ciclismo en los Juegos Olímpicos de Londres 2012.